# Веселин Петровић
Веселин Петровић (Сарајево, 1. јул 1977) је бивши српски кошаркаш, а садашњи кошаркашки тренер. Играо је на позицијама бека и крила. Тренутно је помоћни тренер ОКК Београда.

## Каријера
Петровић је каријеру је почео у млађим категоријама сарајевске Босне, одакле је 1993. године дошао у новосадску Војводину. Након две године у Војводини, прелази у ФМП Железник где проводи четири сезоне и осваја један куп. Након тога игра три сезоне у Партизану са којим је освојио једно првенство и два купа. За сезону 2002/03. се вратио у ФМП Железник и освојио још један куп да би 2004. отишао у белгијски Вервје-Пепинстер. Годину дана је провео у Пепинстеру након чега је прешао у Остенде у којем је остао до краја каријере 2014. године. Са Остендеом је четири пута био првак Белгије и три пута освајач националног Купа.
Са репрезентацијом СР Југославије освојио је златну медаљу на Европском првенству 2001. у Турској.

## Успеси

### Клупски
- ФМП Железник:
  - Куп СР Југославије / Куп Радивоја Кораћа (2): 1996/97, 2002/03.
- Партизан:
  - Првенство СР Југославије (1): 2001/02.
  - Куп СР Југославије (2): 1999/00, 2001/02.
- Остенде:
  - Првенство Белгије (4): 2005/06, 2006/07, 2011/12, 2012/133.
  - Куп Белгије (3): 2007/08, 2009/10, 2012/13.

### Репрезентативни
- Европско првенство:  2001.